# Вільгелмінадорп
Вільгелмінадорп (нід. Wilhelminadorp) — село в нідерландській провінції Зеландія. Входить до муніципалітету Гус.
Його площа становить 10,66 км², а населення станом на 2021 рік складало 800 осіб.

## Історія
Населений пункт було засновано 1812 року під назвою Лодевейксполдер (нід. Lodewijkspolder) на честь Людовика I Бонапарта, тодішнього короля васального по відношенню до Франції Нідерландського королівства, за чиїм наказом було збудовано дамбу, завдяки якій було осушена майбутня територія села. За три роки, у 1815, з відновленням правління Оранської династії, його було перейменовано на честь Вільгельміни Прусської, дружини нового короля Нідерландів.
До 1970 року мало статус окремого муніципалітету.

## Галерея

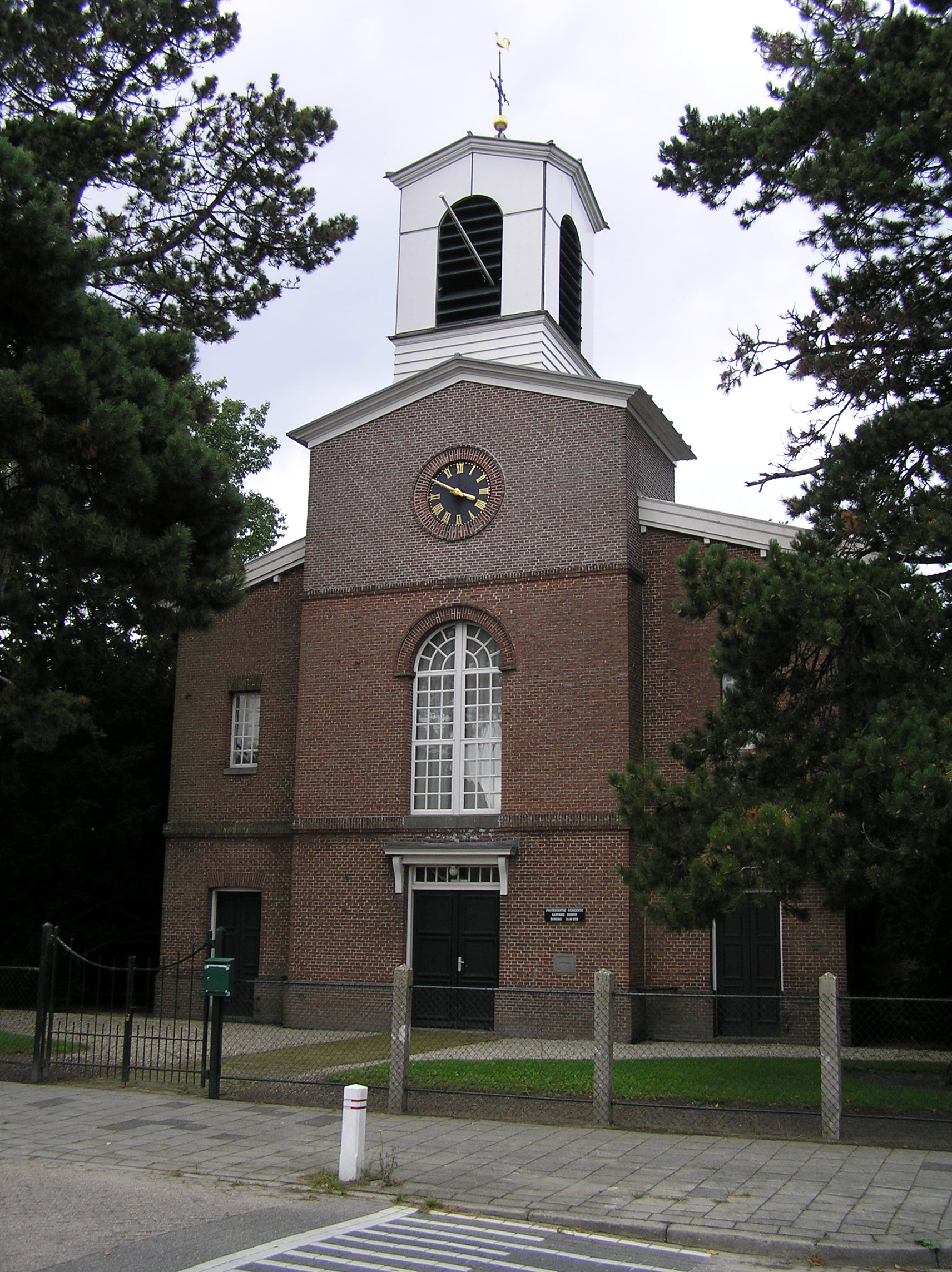
Реформистська церква
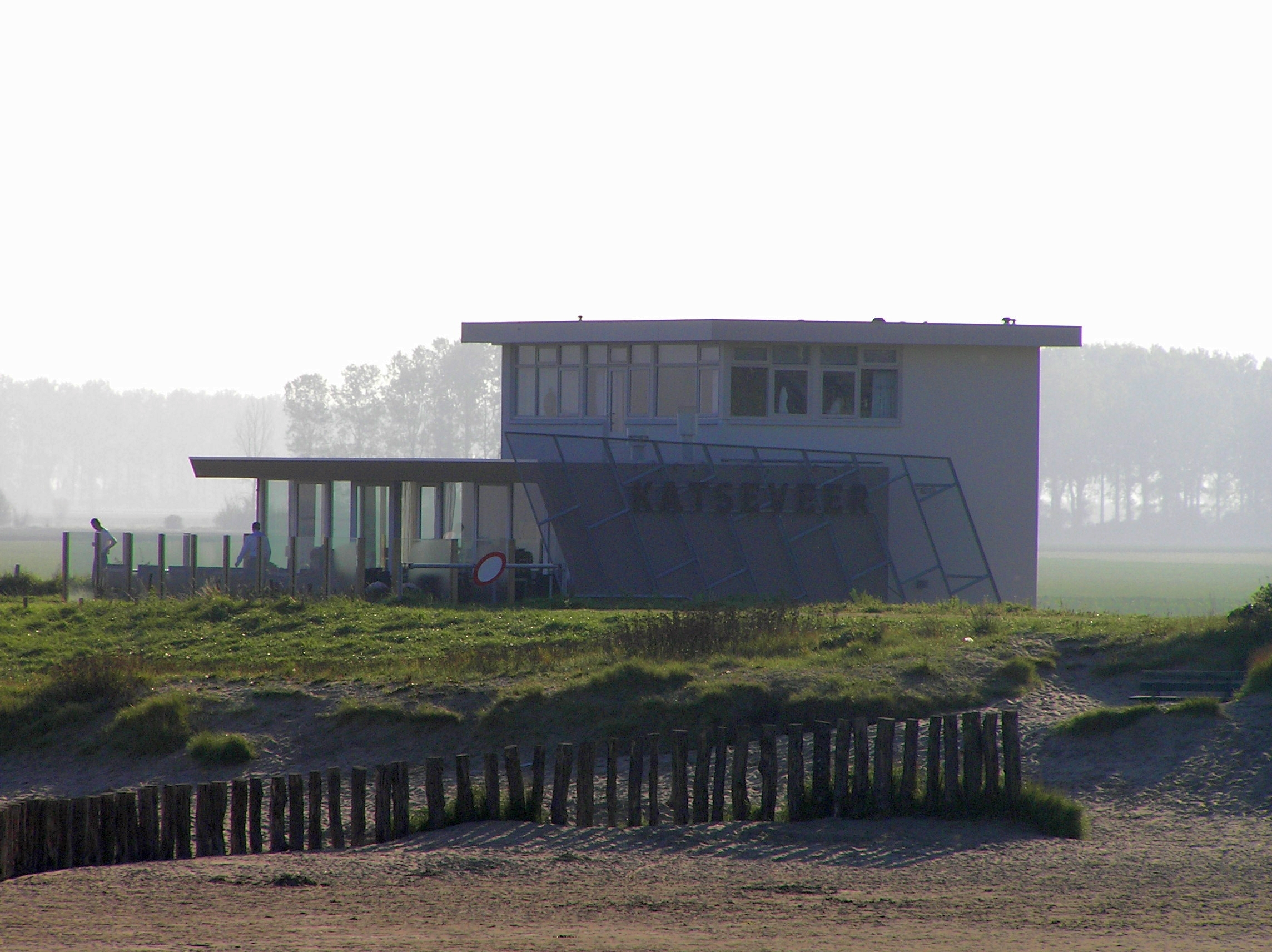
Ресторан Katseveer